# Sint-Annakerk (Wilanów)
De Sinta-Annakerk (Pools: Kościół pw. św. Anny) in de Warschause wijk Wilanów is een kerk die zich, gezien vanuit het centrum van Warschau, bevindt aan het einde van de Koninklijke route. Aan het begin van deze route vlak bij het Koninklijk kasteel in Oude stad staat de Sint-Annakerk van Warschau. Deze twee kerken die beiden opgedragen zijn aan Sint-Anna vormen dus het begin en het einde van deze route.

## Geschiedenis
De kerk werd in 1772 gebouwd in de neoclassicistische stijl, op initiatief en in opdracht van August Aleksander Czartoryski. Hij is ontworpen door architect Jan Kotelnicki. In de tweede helft van de 19e eeuw werd de kerk verbouwd in de neorenaissancestijl door Enrico Marconi, Leonard Marconi en Jan Huss. De façades werden door beeldhouwer Bolesław Syrewicz gemaakt en de fresco's werden door Antoni Kolberg aangebracht. De buitenzijde van de kerk kwam ongeschonden door de Tweede Wereldoorlog; het interieur werd echter geplunderd door de Wehrmacht.

## Potocki-mausoleum
Nabij de kerk is het neogotische mausoleum van de familie Potocki gelegen. Dit mausoleum werd in 1834 ook ontworpen door architect Enrico Marconi en gebouwd door de architecten Jakub Tatarkiewicz en Konstanty Hegel. In dit Mausoleum zijn Stanisław Kostka Potocki  en Aleksandra Potocka begraven.